# Musée Gruuthuse
Le musée Gruuthuse est un musée situé dans la ville belge de Bruges, situé dans un ancien hôtel particulier du XVe siècle des Seigneurs de Gruuthuse, et possède la collection la plus variée des arts appliqués ou arts décoratifs de Bruges du XIIIe au XIXe siècle.

## Le bâtiment
Une riche famille de Bruges, vraisemblablement au XIIIe siècle, a reçu le privilège de prélever des impôts sur le gruit (épices et plantes aromatiques pour aromatiser la bière) et a construit une structure pour l'entreposer. Le bâtiment a été transformé au début du XVe siècle par Jan IV van der Aa en une maison de luxe pour sa famille, qui a ensuite changé son nom en Van Gruuthus ("de la maison Gruit"). Son fils Louis de Gruuthuse ajouta une deuxième aile à la maison et en 1472 une chapelle qui relie la maison à l'église adjacente Notre-Dame de Bruges.
En 1596, la maison fut achetée par Philippe II d'Espagne et en 1623 donnée à Wenceslas Cobergher pour abriter le mont de piété de Bruges. La ville de Bruges a acheté la maison en 1875 et l'architecte Louis de la Censerie l'a entièrement restaurée entre 1883 et 1895. L'extérieur est en partie d'origine, en partie une reconstruction : l'intérieur est principalement une reconstitution néogothique de la fin du XIXe siècle d'un intérieur médiéval. Le bâtiment a d'abord été utilisé par la ville de Bruges pour exposer la collection archéologique de la Société Archéologique, et s'est transformé en un musée plus général au fil des ans, après que la ville eut acquis les collections pour elle-même en 1955.

## Collections
Le musée a été créé pour abriter la collection de la Société Archéologique. L'historien de l'art William Henry James Weale et l'architecte William Curtis Brangwyn figuraient parmi les initiateurs du musée.
Le musée présente à la fois l'intérieur d'une maison d'une famille riche telle qu'elle aurait été à la fin du Moyen Âge et une collection d'outils et d'ustensiles du quotidien. Sont exposés des meubles, de la dentelle aux fuseaux, des objets en or et en argent, des armes, des instruments de musique et des céramiques. L'objet le plus célèbre de la collection est le buste en terre cuite peinte de Charles Quint, empereur du Saint Empire romain germanique de 1520, attribué à Conrat Meit. Un autre point fort est la collection de tapisseries flamandes des XVIe et XVIIe siècles.
Le palais avec ses différents intérieurs exhale une atmosphère particulière. Le résident le plus célèbre de ce bâtiment classé est Louis de Gruuthuse.

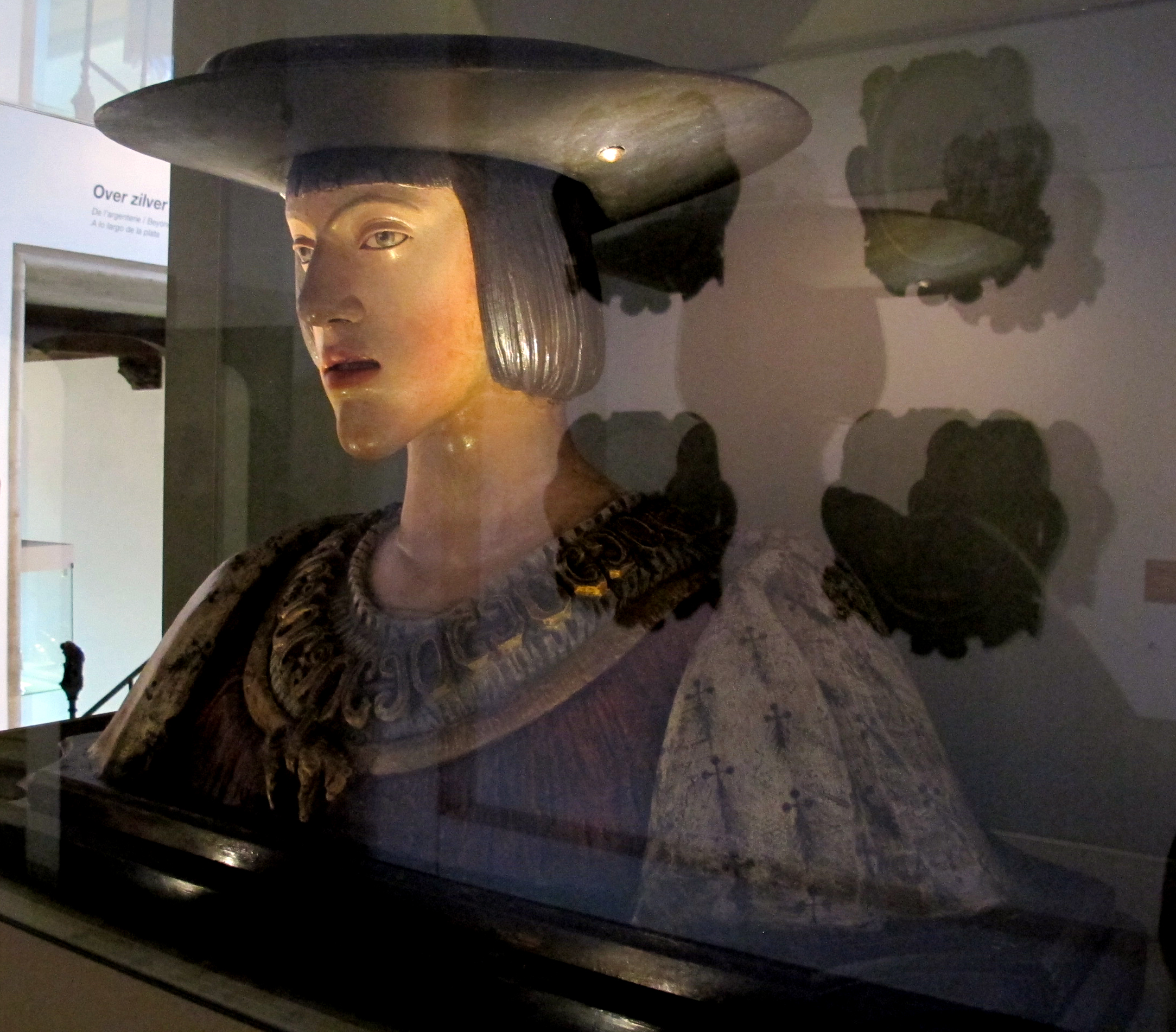
Buste en terre cuite de Charles Quint, vers 1520.
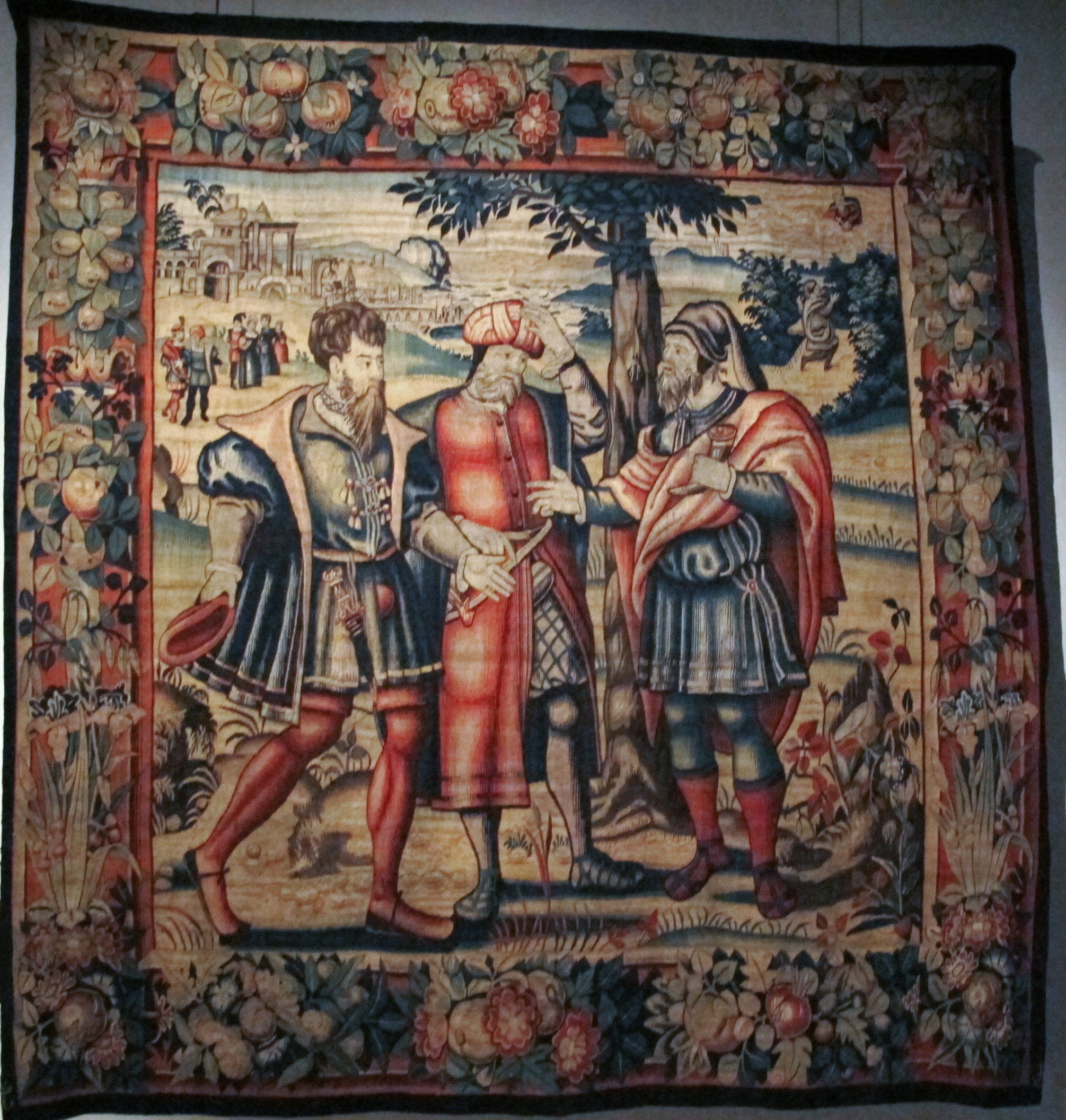
Tapisserie, milieu  du  XVIe  siècle.

Le musée organise régulièrement des expositions, telles que « Chefs-d'œuvre de la tapisserie de Bruges » en 1987 et « Amour et dévotion » en 2013, centrées sur le manuscrit de Gruuthuse.

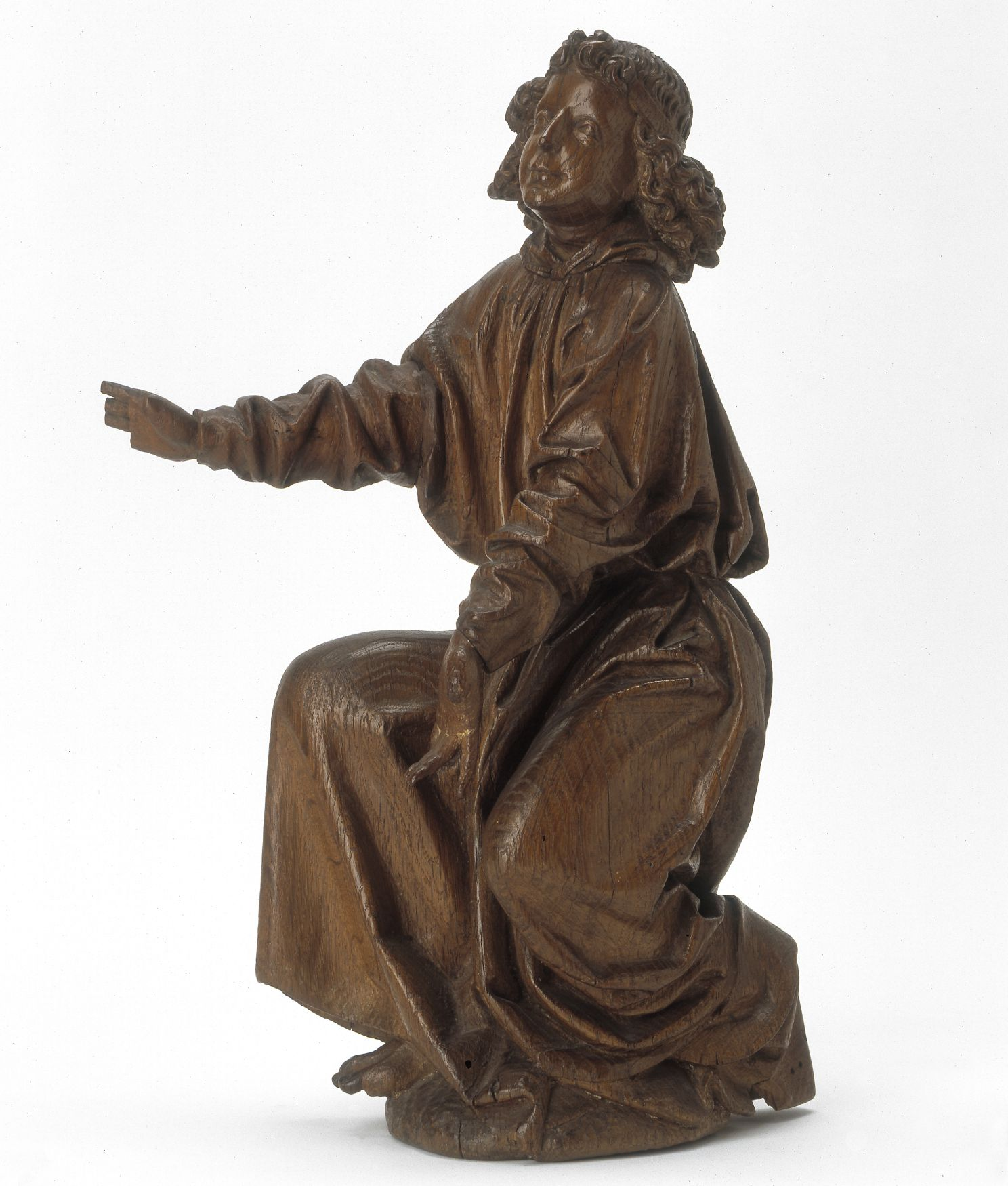
Figurine en chêne, ange du gothique tardif.
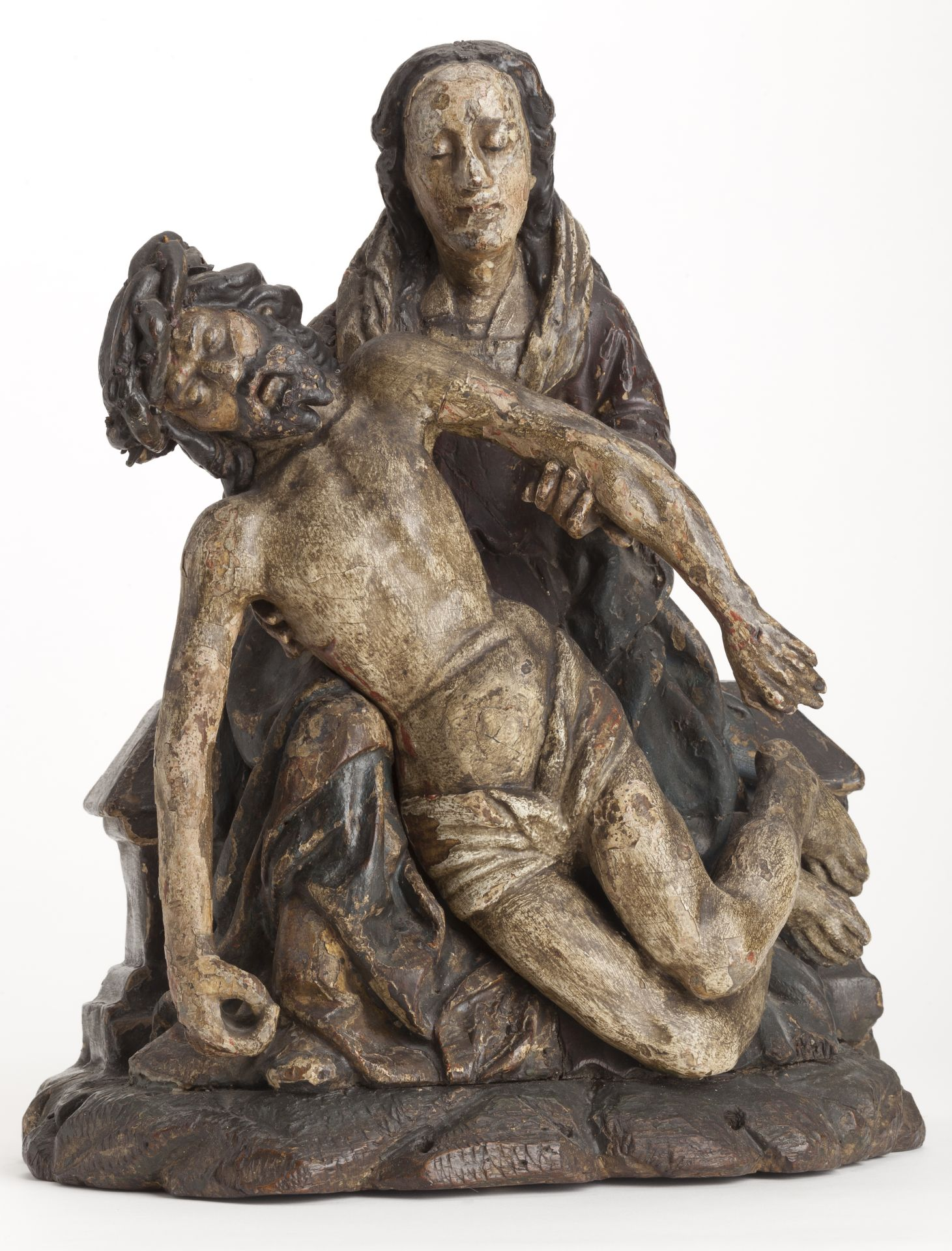
Figurine en bois, Pieta, polychrome.
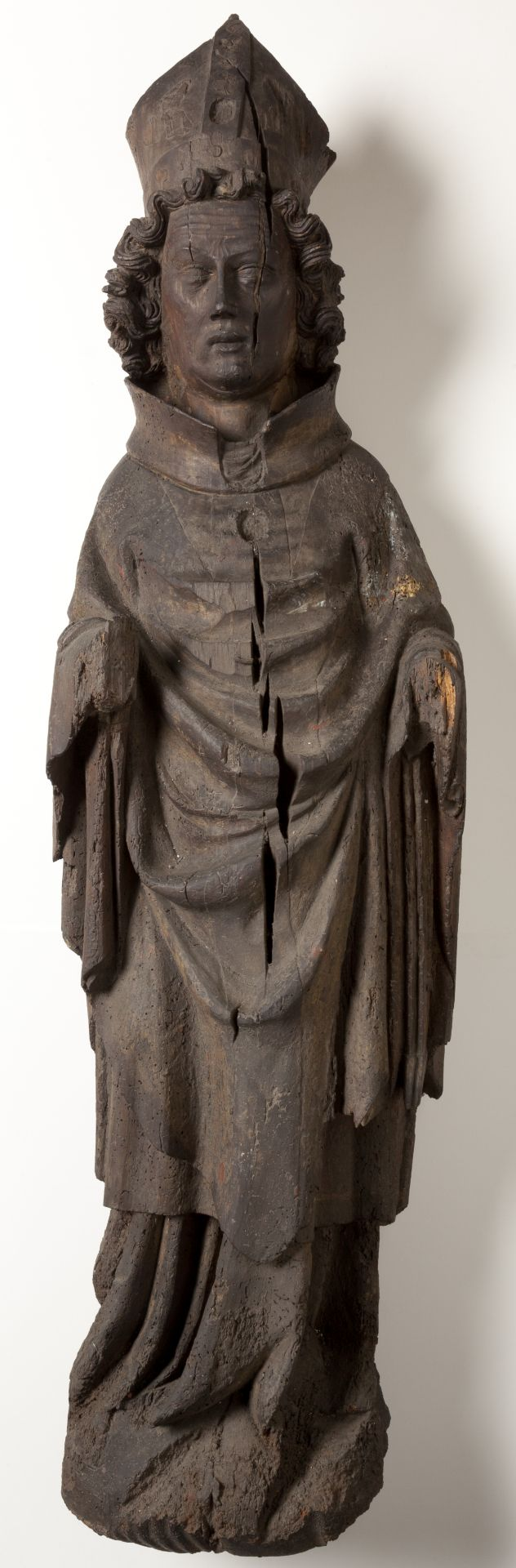
Statuette en chêne, représentant un évêque.
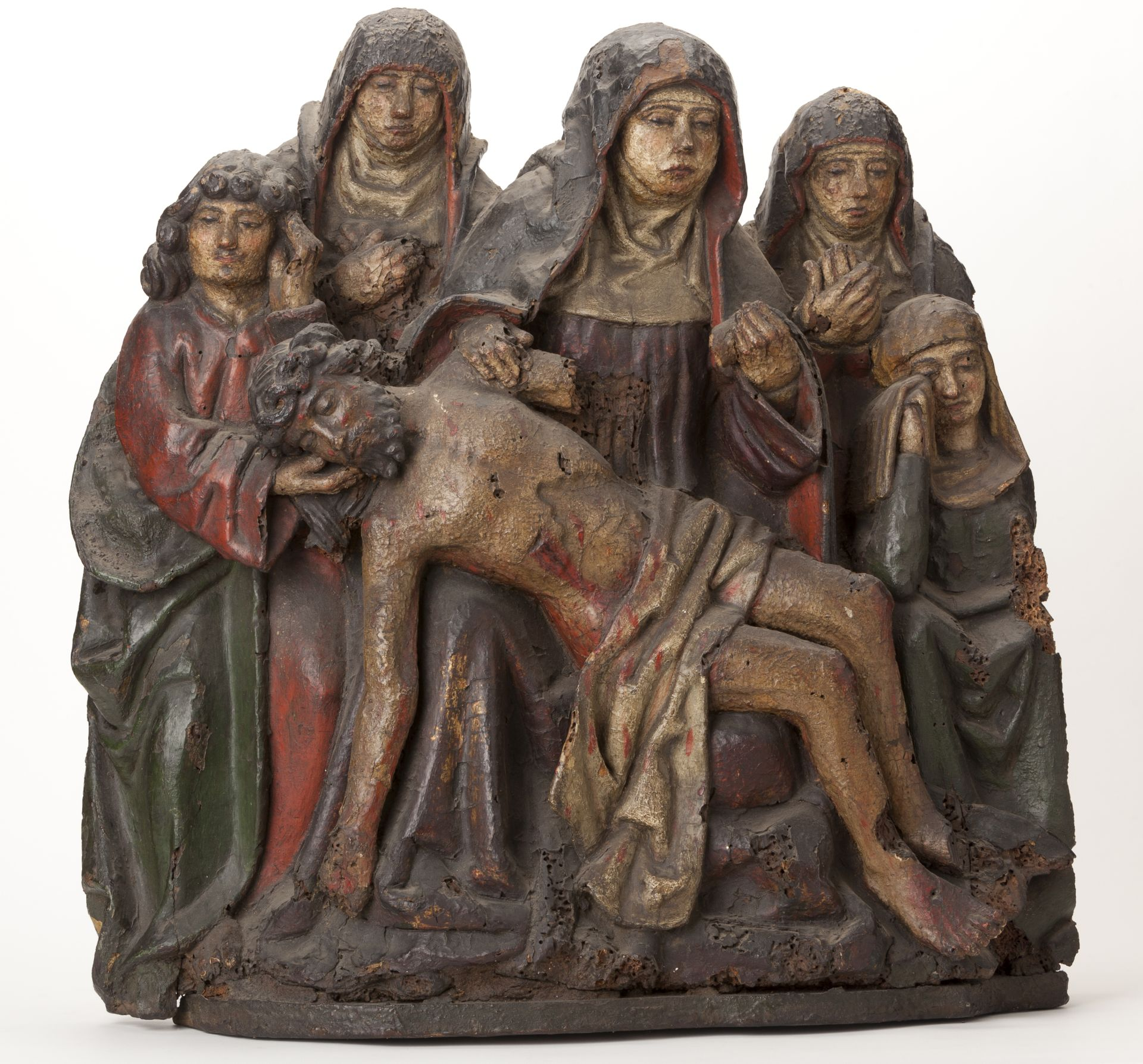
Groupe de sculptures en chêne, la Lamentation du Christ, polychrome.
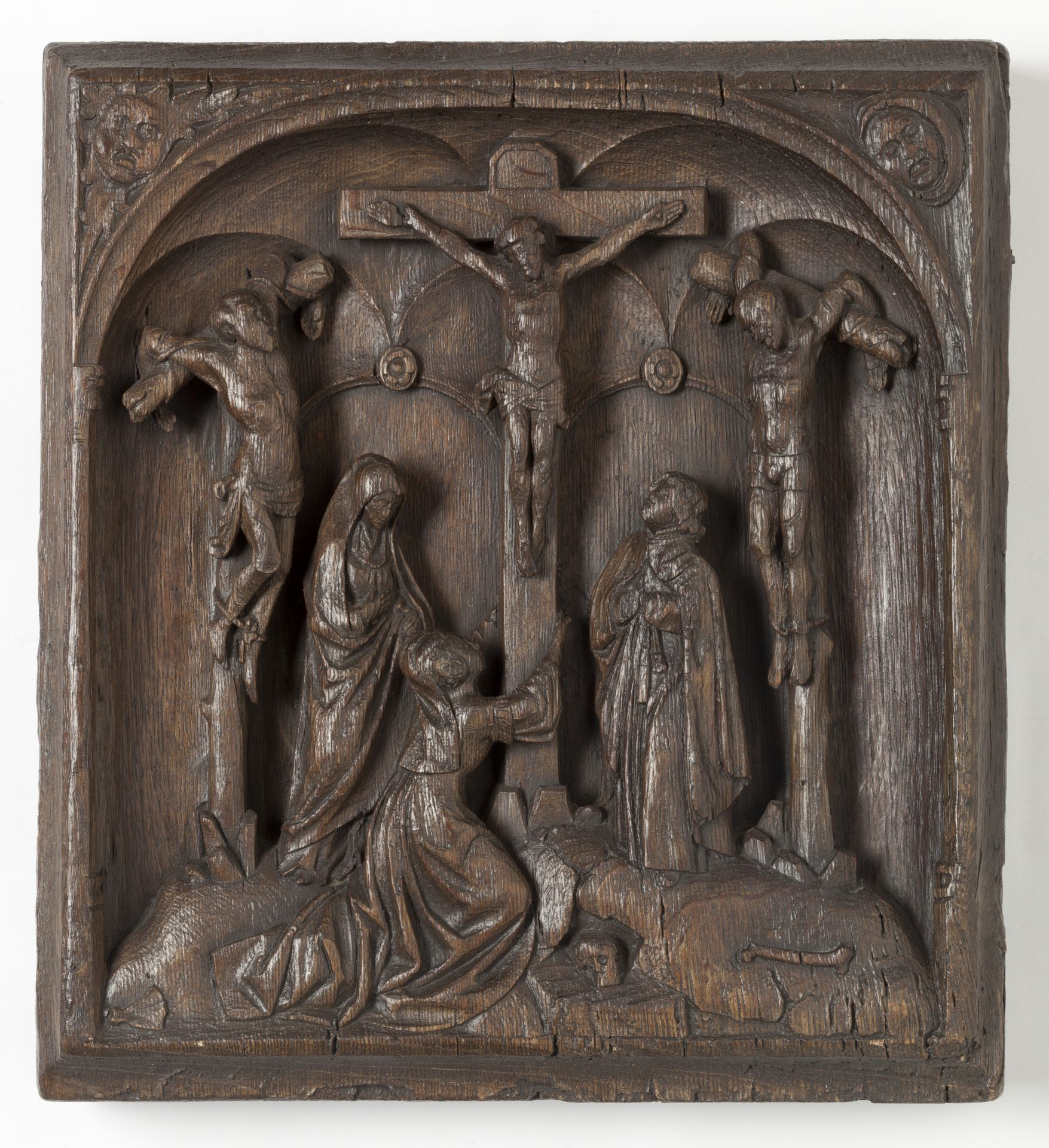
Haut-relief en bois, Christ en croix.

### Lien externe

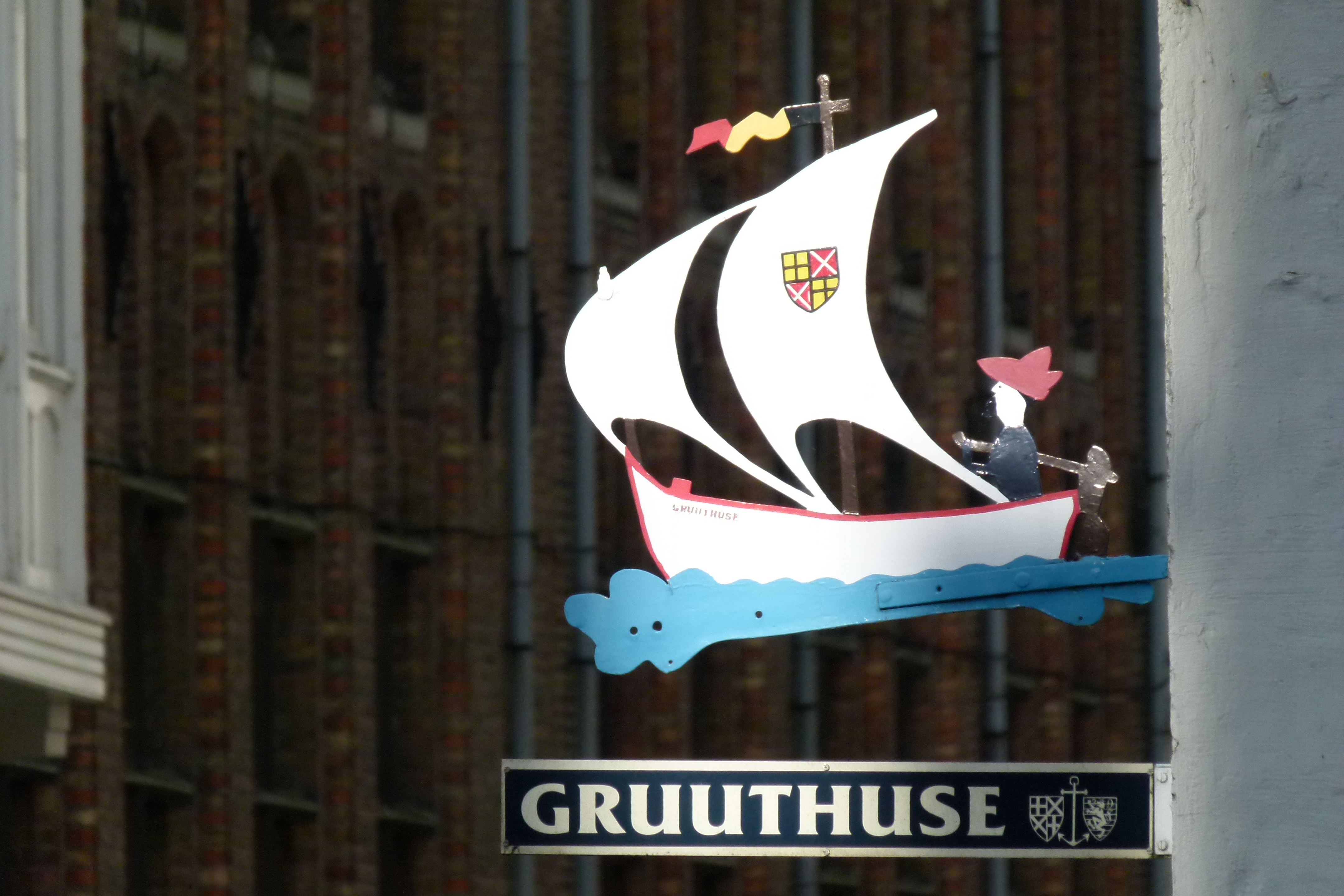
Logo du musée Gruuthuse à Bruges